# William Gilmore
William Evans Garrett Gilmore, ameriški veslač, * 16. februar 1895, † 5. december 1969.
Gilmore je za ZDA nastopil na Poletnih olimpijskih igrah 1924 v Parizu, kjer je v enojcu osvojil srebrno medaljo. Nastopil je tudi na Poletnih olimpijskih igrah 1932, kjer je v dvojnem dvojcu s partnerjem Kennethom Myersom postal olimpijski prvak.